# Festival du film Lovers
Le festival du film Lovers (en italien, Lovers Film Festival), est un festival du film LGBTQ organisé à Turin, la capitale du Piémont. Il s'agit du premier festival du film gay et lesbien d'Europe et le 3e plus vieux dans le monde : il est créé après le festival du film Frameline fondé en 1976 à San Francisco et l'Outfest fondé en 1982 à Los Angeles. Sa 38e édition a lieu en 2023.

## Histoire du festival
Le Festival est né en 1986 à l'initiative d'Ottavio Mai (it) et de Giovanni Minerba, avec le soutien du conseiller Marziano Marzano et la contribution de la région du Piémont en tant que simple festival du film LGBT. À ses débuts, cette manifestation culturelle se nomme « De Sodome à Hollywood » et n'attribuait pas de prix (pas de compétition).
En 1989, il est reconnu par le ministère italien du tourisme et du divertissement et devient un festival international à tous égards. Avec une sélection de longs métrages, courts métrages et documentaires, il contribue à la notoriété italienne de cinéastes tels que François Ozon, Gus Van Sant, Derek Jarman et Todd Haynes.
L'événement est administré et géré par le Musée national du cinéma depuis 2005. Il bénéficie du soutien des Services Culturels de la Région Piémont, de la Province et de la Ville de Turin. Le ministère italien de la Culture reconnait le Festival comme « l'un des événements cinématographiques italiens les plus importants au niveau international ».
A l'occasion de la 29e édition, le festival change de nom et de logo pour devenir le « Torino Gay & Lesbian Film Festival » (TGLFF) et lors de la 32e édition, le festival reprend le nouveau nom de « Lovers Film Festival ».

## Palmarès
Plusieurs prix sont attribués à l'issue de chaque édition.

### Prix du meilleur film
Le meilleur long métrage reçoit le prix Ottavio Mai (it), un des fondateurs du festival, mort en 1992.
- 1989 : ... Déserteur (Grèce), réalisé par Yorgos Korras et Christos Voupouras
- 1990 : Kamikaze Hearts (en) (États-Unis), réalisé par Juliet Bashore (en)
- 1991 : My Father Is Coming (Allemagne), réalisé par Monika Treut
- 1992 : Together Alone (États-Unis), réalisé par P. J. Castellaneta
- 1993 : (ex æquo) Hessed Mufla (Israël), réalisé par Amos Guttman et Voor een verloren soldaat (Pays-Bas), réalisé par Roeland Kerbosch
- 1994 : Grief (États-Unis), réalisé par Richard Glatzer
- 1995 : Sister My Sister, (Royaume-Uni) réalisé par Nancy Meckler (en)
- 1996 : (ex æquo) Boyfriends (Royaume-Uni), réalisé par Tom Hunsinger et Neil Hunter et Neurosia - 50 Jahre pervers (Allemagne) réalisé par Rosa von Praunheim
- 1997 : Grains de sable (Japon), réalisé par Ryōsuke Hashiguchi
- 1998 : Bent (Royaume-Uni, Japon), réalisé par Sean Mathias
- 1999 : Lola + Bilidikid (Allemagne), réalisé par Kutluğ Ataman
- 2000 : Raisons de vivre (Espagne), réalisé par Alfonso Albacete et David Menkes
- 2001 : Ye ben (Taïwan et Chine), réalisé par Hsu Li-kong et Yin Chi
- 2002 : Ma mère préfère les femmes (surtout les jeunes...) (Espagne), réalisé par Daniela Fejerman et Inés París
- 2003 : La Chatte à deux têtes (France), réalisé par Jacques Nolot
- 2004 : Fighting Beauty (Thaïlande), réalisé par Ekachai Uekrongtham
- 2005 : Tropical Malady (Thaïlande), réalisé par Apichatpong Weerasethakul
- 2006 : L'Éveil de Maximo Oliveros (Philippines), réalisé par Auraeus Solito
- 2007 : Solange Du hier bist (Allemagne), réalisé par Stefan Westerwelle
- 2008 : La León (Argentine), réalisé par Santiago Otheguy
- 2009 : Leonera (Argentine, Corée du Sud, Brésil) de Pablo Trapero
- 2010 : El Niño pez (Argentine), réalisé par Lucía Puenzo
- 2011 : Tomboy (France), réalisé par Céline Sciamma
- 2012 : A Novela das 8 (en) (Brésil) de Odilon Rocha.
- 2013 : Boven is het stil (Pays-Bas), réalisé par Nanouk Leopold
- 2014 : Le Cercle (Suisse), réalisé par Stefan Haupt
- 2015 : Before the Last Curtain Falls (en) (Allemagne), réalisé par Thomas Wallner (en)
- 2016 : La Belle Saison (France, Belgique), réalisé par Catherine Corsini
- 2017 : Les Initiés (Afrique du Sud, France, Pays-Bas, Allemagne), réalisé par John Trengove
- 2018 : Hard Paint (Brésil), réalisé par Marcio Reolon (en) et Filipe Matzembacher (en)
- 2019 : Carmen et Lola (Espagne), réalisé par Arantxa Echevarría
- 2020 : Adam (États-Unis), réalisé par Rhys Ernst (en)
- 2021 : Swan Song (États-Unis), réalisé par Todd Stephens
- 2022 : Wildhood (Canada), réalisé par Bretten Hannam (en)
- 2023 : Le Paradis (France) réalisé par Zeno Graton
- 2024 : Les Tortues (Belgique, Canada) réalisé par David Lambert

### Autres prix
Un prix du meilleur documentaire et un prix du meilleur court métrage sont également décernés.
Trois prix spéciaux complètent le palmarès : le prix « Matthew Shepard », le prix « Giò Stajano » ainsi que le prix de la « Torino Pride ».